# Agustí Querol i Subirats
Agustí Querol i Subirats, né à Tortosa le 17 mai 1860 et mort à Madrid le 14 décembre 1909, est un sculpteur catalan.